# Khairthal
Khairthal è una suddivisione dell'India, classificata come municipality, di 32.008 abitanti, situata nel distretto di Alwar, nello stato federato del Rajasthan. In base al numero di abitanti la città rientra nella classe III (da 20.000 a 49.999 persone).

## Geografia fisica
La città è situata a 27° 50' 05 N e 76° 38' 20 E.

## Società

### Evoluzione demografica
Al censimento del 2001 la popolazione di Khairthal assommava a 32.008 persone, delle quali 16.977 maschi e 15.031 femmine. I bambini di età inferiore o uguale ai sei anni assommavano a 5.279, dei quali 2.828 maschi e 2.451 femmine. Infine, coloro che erano in grado di saper almeno leggere e scrivere erano 20.654, dei quali 12.279 maschi e 8.375 femmine.